# Aulamorphus laevipennis
Aulamorphus laevipennis es un coleóptero de la familia Chrysomelidae. Fue descrita científicamente por primera vez en 1926 por Laboissiere.